# Rallye Dakar 2014
Navigation
Édition précédente Édition suivante
Le Rallye Dakar 2014 est le 36e Rallye Dakar ; il se déroule pour la sixième année consécutive en Amérique du Sud. Le départ est à Rosario en Argentine avec une arrivée à Valparaíso au Chili. De plus voulant découvrir de nouveaux territoires, le rallye se sépare en deux pour deux étapes. En effet, la logistique en Bolivie, première fois au menu du rallye, ne permet pas de garantir une étape classique. En conséquence les motos et quads vont en Bolivie pour une étape marathon de deux jours pendant que les autos et camions vont effectuer une étape en boucle à Salta avant de rejoindre les motos et quads à Calama au Chili.

## Participants
| Étape | Motos | Autos | Camions | Quads | Total |
| ----- | ----- | ----- | ------- | ----- | ----- |
| 1     | 174   | 147   | 70      | 40    | 431   |
| 2     | 173   | 145   | 68      | 40    | 426   |
| 3     | 155   | 122   | 63      | 40    | 380   |
| 4     | 121   | 116   | 60      | 27    | 324   |
| 5     | 115   | 99    | 57      | 22    | 293   |
| 6     | 87    | 83    | 54      | 19    | 243   |
| 7     | 84    | 82    | 54      | 17    | 237   |
| 8     | 84    | 82    | 52      | 17    | 235   |
| 9     | 82    | 81    | 52      | 17    | 232   |
| 10    | 81    | 74    | 52      | 16    | 223   |
| 11    | 80    | 66    | 50      | 16    | 212   |
| 12    | 79    | 63    | 50      | 15    | 207   |
| 13    | 78    | 62    | 50      | 15    | 205   |
| F     | 78    | 62    | 50      | 15    | 205   |

### Motos
Principaux engagés :
| Moto                 | Équipe                               | Numéro | Equipage                     |
| -------------------- | ------------------------------------ | ------ | ---------------------------- |
| Yamaha 450 YZF       | Yamaha Factory Racing                | 1      | Cyril Despres                |
| Yamaha 450 YZF       | Yamaha Factory Racing                | 6      | Olivier Pain                 |
| Yamaha 450 YZF       | Yamaha Factory Racing                | 17     | Michaël Metge                |
| Yamaha YZ 450 Rally  | Yamaha Netherlands Verhoeven Team    | 12     | Frans Verhoeven              |
| Yamaha WR 450 Rally  | Team Venezuela                       | 76     | Nicolas Cardona              |
| Yamaha WR 450 Rally  | Team Venezuela                       | 77     | Rafael Eraso                 |
| Yamaha WR 450 Rally  | Team Venezuela                       | 78     | Gustavo Querales             |
| Yamaha WR 450 Rally  | Tamarugal XC Rally Team              | 41     | Felipe Prohens               |
| Yamaha WR 450 Rally  | Tamarugal XC Rally Team              | 42     | Jaime Prohens                |
| Honda CRF 450 Rally  | Tamarugal XC Rally Team              | 26     | Daniel Gouet                 |
| Honda CRF 450 Rally  | Tamarugal XC Rally Team              | 52     | Claudio Rodriguez            |
| Honda CRF 450 Rally  | Tamarugal XC Rally Team              | 86     | Cristian Colombo             |
| Honda CRF 450 Rally  | HRC Rally                            | 3      | Joan Barreda Bort            |
| Honda CRF 450 Rally  | HRC Rally                            | 7      | Helder Rodrigues             |
| Honda CRF 450 Rally  | HRC Rally                            | 10     | Paulo Gonçalves              |
| Honda CRF 450 Rally  | HRC Rally                            | 14     | Javier Pizzolito             |
| Honda CRF 450 Rally  | HRC Rally                            | 18     | Sam Sunderland               |
| Honda CRF 450 Rally  | Honda Brasil                         | 29     | Jean de Azevedo              |
| Honda CRF 450 Rally  | Honda Brasil                         | 37     | Dario Julio de Souza         |
| Honda CRF 450 Rally  | Honda Argentina                      | 46     | Pablo Rodriguez              |
| Honda CRF 450 Rally  | Honda Argentina                      | 50     | Laia Sanz                    |
| KTM 450 Rally        | KTM Red Bull Rally Factory Team      | 2      | Marc Coma                    |
| KTM 450 Rally        | KTM Red Bull Rally Factory Team      | 4      | Jordi Viladoms               |
| KTM 450 Rally        | KTM Red Bull Rally Factory Team      | 5      | Francisco Lopez Contardo     |
| KTM 450 Rally        | KTM Red Bull Rally Factory Team      | 8      | Ruben Faria                  |
| KTM 450 Rally        | Team Casteu                          | 9      | David Casteu                 |
| KTM 450 Rally        | Team Casteu                          | 64     | Laurent Lazard               |
| KTM 450 Rally        | Team Casteu                          | 181    | Alejo Maisonnave             |
| KTM 450 Rally        | Team Orlen                           | 15     | Jakub Przygonski             |
| KTM 450 Rally        | Nad Ress Adventure Team              | 16     | Ivan Jakeš                   |
| KTM 450 Rally        | Slovakia Team                        | 19     | Stefan Svitko                |
| KTM 450 Rally        | Team Ullevalseter                    | 20     | Pal Anders Ullevalseter      |
| KTM 450 Rally        | Team Ullevalseter                    | 51     | Francisco Arredondo          |
| KTM 450 Rally        | Équipe Knuiman                       | 28     | Henk Knuiman                 |
| KTM 450 Rally        | Broadlink KTM Rally Team             | 30     | Riaan van Niekerk            |
| KTM 450 Rally        | HSE KTM Australia Rally Factory Team | 32     | Ben Graham                   |
| KTM 450 Rally        | Team Kaiser                          | 34     | Miran Stanovnik              |
| KTM 450 Rally        | Team Kaiser                          | 84     | Ingo Zahn                    |
| KTM 450 Rally        | Team Kaiser                          | 176    | Simon Marčič                 |
| KTM 450 Rally        | Team Kaiser                          | 179    | Jörg Majoli                  |
| KTM 450 Rally        | SP Moto Bohemia Racing               | 39     | David Pabiška                |
| KTM 450 Rally        | Cabal Service                        | 47     | Pablo Quintanilla            |
| KTM 450 Rally        | Cabal Service                        | 80     | Marco Reinike                |
| KTM 450 Rally        | Cabal Service                        | 82     | Octavio Valle                |
| KTM 450 Rally        | Cabal Service                        | 124    | Ronald Ambler                |
| KTM 450 Rally        | Cabal Service                        | 125    | Enrique Guzman               |
| KTM 450 Rally        | Cabal Service                        | 190    | Humprey Senn van Basel       |
| KTM 450 Rally        | Bas Dakar Team                       | 60     | Jan van Gerven               |
| KTM 450 Rally        | Bas Dakar Team                       | 74     | Henk Vogels                  |
| KTM 450 Rally        | Bas Dakar Team                       | 107    | Sjors van Heertum            |
| Speedbrain 450 Rally | Speedbrain Rally Team                | 21     | Alessandro Botturi           |
| Speedbrain 450 Rally | Speedbrain Rally Team                | 31     | Paolo Ceci                   |
| Speedbrain 450 Rally | Speedbrain Rally Team                | 38     | Jeremias Israel              |
| Speedbrain 450 Rally | Speedbrain Rally Team                | 40     | Juan Carlos Salvatierra      |
| Speedbrain 450 Rally | Speedbrain Rally Team                | 44     | Pedro Oliveira               |
| Sherco 450 SR        | Samsung Sherco Rally Factory         | 22     | Alain Duclos                 |
| Sherco 450 SR        | Samsung Sherco Rally Factory         | 23     | Juan Pedrero                 |
| Sherco 450 SR        | Samsung Sherco Rally Factory         | 62     | Axel Heilenkotter            |
| Sherco 450 SR        | Samsung Sherco Rally Factory         | 63     | Francisco Errazuriz          |
| Gas-Gas FR Rally 450 | Gas Gas Factory JVO Team             | 24     | Gerard Farrés                |
| Gas-Gas FR Rally 450 | Gas Gas Factory JVO Team             | 27     | Marc Guasch                  |
| Gas-Gas FR Rally 450 | Gas Gas Factory JVO Team             | 45     | Daniel Oliveras Carreras     |
| Gas-Gas EC 450 Raid  | Gas Gas Factory JVO Team             | 105    | David Batalla                |
| Gas-Gas EC 450 Raid  | Gas Gas Factory JVO Team             | 108    | Marc Pedrola                 |
| Suzuki RMX 450       | Team XRAIDS                          | 33     | Jose Manuel Pellicer         |
| Suzuki RMX 450       | Team XRAIDS                          | 36     | Mario Patrao                 |
| Suzuki RMX 450       | Team XRAIDS                          | 96     | Oriol Escale                 |
| Suzuki RMX 450       | Team XRAIDS                          | 97     | Gilbert Escale               |
| Suzuki RMX 450       | Team XRAIDS                          | 140    | Erick Meier von Schierenbeck |
| TM DKR               | TM Racing Factory Team               | 43     | Alessandro Zanotti           |
| TM DKR               | TM Racing Factory Team               | 88     | Gaetano de Filippo           |

### Quads
| Quad            | Équipe                       | Numéro | Equipage           |
| --------------- | ---------------------------- | ------ | ------------------ |
| Yamaha Raptor   | Yamaha Racing Argentina      | 250    | Marcos Patronelli  |
| Yamaha Raptor   | Yamaha Racing Argentina      | 256    | Sergio Lafuente    |
| Yamaha Raptor   | Sonik Team                   | 252    | Rafal Sonik        |
| Yamaha Raptor   | Sonik Team                   | 259    | Camélia Liparoti   |
| Yamaha Raptor   | PSG Racing                   | 257    | Pablo Copetti      |
| Yamaha Raptor   | PSG Racing                   | 267    | Santiago Hansen    |
| Yamaha Raptor   | Team Al Désert               | 270    | Antoine Lecomte    |
| Yamaha Raptor   | Team Al Désert               | 272    | Jean-Karl Atzert   |
| Yamaha Raptor   | Team Al Désert               | 278    | Frédéric Alard     |
| Yamaha Raptor   | Team Al Désert               | 296    | Sergey Karyakin    |
| Yamaha Raptor   | Charrua Racing Team          | 273    | Mauro Almeida      |
| Yamaha Raptor   | Consultores de Empresas      | 276    | Jeremias Gonzalez  |
| Yamaha Raptor   | Tamarugal XC Rally Team      | 251    | Ignacio Casale     |
| Honda TRX       | Tamarugal XC Rally Team      | 268    | Victor Gallegos    |
| Honda TRX       | Bonetto TDF                  | 253    | Lucas Bonetto      |
| Honda TRX       | Maxxis Dakar Team by Super B | 255    | Sebastian Husseini |
| Honda TRX       | Maxxis Dakar Team by Super B | 263    | Mohamed Abu Issa   |
| Honda TRX       | MEC Team                     | 266    | Daniel Domaszewski |
| Honda TRX       | MEC Team                     | 297    | Walter Nosiglia    |
| Can-Am Renegade | 4WD Jaton Racing             | 254    | Sebastián Palma    |
| Can-Am Renegade | 4WD Jaton Racing             | 261    | Jose Luis Espinosa |
| Can-Am Renegade | Mazzucco Can-Am Team         | 258    | Daniel Mazzucco    |
| Can-Am Renegade | Mazzucco Can-Am Team         | 277    | Marcos Prina       |
| Can-Am Renegade | Mazzucco Can-Am Team         | 279    | Nelson Sanabria    |
| Can-Am Renegade | Mazzucco Can-Am Team         | 283    | Eugenio Favre      |
| Can-Am Renegade | Mazzucco Can-Am Team         | 290    | Javier Fernández   |
| Can-Am Renegade | Mazzucco Can-Am Team         | 291    | Diego Lecuona      |
| Can-Am Renegade | Mazzucco Can-Am Team         | 295    | Pablo Bustamante   |

### Autos
| Auto                      | Équipe                                       | Numéro | Equipage                                   |
| ------------------------- | -------------------------------------------- | ------ | ------------------------------------------ |
| Mini All4 Racing          | X-Raid Team                                  | 300    | Stéphane Peterhansel / Jean-Paul Cottret   |
| Mini All4 Racing          | X-Raid Team                                  | 301    | Nasser Al-Attiyah / Lucas Cruz             |
| Mini All4 Racing          | X-Raid Team                                  | 304    | Nani Roma / Michel Périn                   |
| Mini All4 Racing          | X-Raid Team                                  | 307    | Orlando Terranova / Paulo Fiúza            |
| Mini All4 Racing          | X-Raid Team                                  | 309    | Krzysztof Holowczyc / Konstantin Zhiltsov  |
| Mini All4 Racing          | X-Raid Team                                  | 314    | Vladimir Vasilyev / Vitaliy Yevtyekhov     |
| Mini All4 Racing          | X-Raid Team                                  | 317    | Boris Garafulic / Gilles Picard            |
| Mini All4 Racing          | X-Raid Team                                  | 319    | Yong Zhou / Hong Yu Pan                    |
| Mini All4 Racing          | X-Raid Team                                  | 330    | Federico Villagra / Jorge Perez Companc    |
| Mini All4 Racing          | X-Raid Team                                  | 332    | Martin Kaczmarski / Filipe Palmeiro        |
| Mini All4 Racing          | X-Raid Team                                  | 337    | Stephan Schott / Holm Schmidt              |
| BMW X3 CC                 | X-Raid Team                                  | 334    | Adrian Yacopini / Marco Scopinaro          |
| Toyota Hilux              | Imperial Toyota                              | 302    | Giniel de Villiers / Dirk Von Zitzewitz    |
| Toyota Hilux              | Imperial Toyota                              | 323    | Leeroy Poulter / Robert Howie              |
| Toyota Hilux              | Imperial Toyota                              | 404    | Thomas Rundle / Juan Mohr                  |
| Toyota Hilux              | Overdrive Racing                             | 322    | Adam Malysz / Rafał Marton                 |
| Toyota Hilux              | Overdrive Racing                             | 328    | Marek Dabrowski / Jacek Czachor            |
| Toyota Hilux              | Overdrive Racing                             | 335    | Peter van Merksteijn Sr / Eddy Chevaillier |
| Toyota Hilux              | Overdrive Racing                             | 341    | Leonid Ogorodnikov / Anton Nikolaev        |
| Toyota Hilux              | Overdrive Racing                             | 342    | Aidyn Rakhimbayev / Vladimir Demyanenko    |
| Toyota Hilux              | Overdrive Racing                             | 368    | Bauyrzhan Issabayev / Gabdulla Ashimov     |
| Haval H8                  | SMG Rally Team Haval Rally Team              | 306    | Carlos Sousa / Miguel Ramalho              |
| Haval H8                  | SMG Rally Team Haval Rally Team              | 315    | Christian Lavieille / Jean-Pierre Garcin   |
| SMG Original              | SMG Rally Team Haval Rally Team              | 303    | Carlos Sainz / Timo Gottschalk             |
| SMG Original              | SMG Rally Team Haval Rally Team              | 312    | Ronan Chabot / Gilles Pillot               |
| SMG Original              | Cummins                                      | 321    | Patrick Sireyjol / François-Xavier Beguin  |
| Hummer HST                | Team Speed Energy / Robby Gordon Motorsports | 305    | Robby Gordon / Kellon Walch                |
| Ford Ranger               | Ford Racing South Racing                     | 308    | Lucio Álvarez / Bernardo Graue             |
| Ford Ranger               | Ford Racing South Racing                     | 329    | Christiaan Visser / Jacob Badenhorst       |
| Mitsubishi ASX            | Mitsubishi Brasil                            | 310    | Guilherme Spinelli / Youssef Hadad         |
| Mitsubishi ASX            | Mitsubishi Brasil                            | 336    | Reinaldo Varela / Gustavo Gugelmin         |
| HRX Ford                  | Wevers Sport                                 | 311    | Bernhard ten Brinke / Matthieu Baumel      |
| HRX Ford                  | Wevers Sport                                 | 326    | Erik Wevers / Fabian Lurquin               |
| HRX Ford                  | Wevers Sport                                 | 333    | Gert Huzink / Pascal Maimon                |
| HRX Ford                  | Xdakar                                       | 325    | Erik van Loon / Wouter Rosegaar            |
| MD Optimus                | MD Rallye Sport                              | 316    | Pascal Thomasse / Pascal Larroque          |
| MD Optimus                | MD Rallye Sport                              | 352    | Albert Llovera / Arnaud Debron             |
| MD Optimus                | MD Rallye Sport                              | 357    | Pierre Vasseur / Christophe Crespo         |
| MD Optimus                | MD Rallye Sport                              | 371    | Pierre Lachaume / Jean-Michel Polato       |
| MD Optimus                | MD Rallye Sport                              | 402    | Roger Audas / Philippe Gosselin            |
| Chevrolet Colorado        | EV Racing                                    | 318    | BJ Baldwin / Quinn Cody                    |
| Chevrolet Colorado        | EV Racing                                    | 320    | Guerlain Chicherit / Alexandre Winocq      |
| Renault Duster            | Renault Duster Team                          | 327    | Emiliano Spataro / Benjamin Lozada         |
| Renault Duster            | Renault Duster Team                          | 340    | José Garcia / Mauricio Malano              |
| Mercedes Prototipo Colcar | Colcar Racing Team                           | 356    | Juan Silva / Tomislav Glavic               |
| Mercedes Prototipo Colcar | Colcar Racing Team                           | 437    | Martin Maldonado / Sebastian Scholz        |

### Camions
| Camion          | Équipe                      | Numéro | Equipage                                                       |
| --------------- | --------------------------- | ------ | -------------------------------------------------------------- |
| Kamaz 4326      | Kamaz - Master              | 500    | Eduard Nikolaev / Sergey Savostin / Vladimir Rybakov           |
| Kamaz 4326      | Kamaz - Master              | 503    | Ayrat Mardeev / Aydar Belyaev / Ayrat Israfilov                |
| Kamaz 4326      | Kamaz - Master              | 506    | Andrey Karginov / Andrey Mokeev / Igor Devyatkin               |
| Kamaz 4326      | Kamaz - Master              | 545    | Anton Shibalov / Robert Amatych / Almaz Khisamiev              |
| Kamaz 4326      | Kamaz - Master              | 549    | Dmitry Sotnikov / Vyatcheslav Mizyukaev / Andrey Aferin        |
| Iveco Torpedo   | Team de Rooy                | 501    | Gerard de Rooy / Tom Colsoul / Darek Rodewald                  |
| Iveco Trakker   | Team de Rooy                | 507    | Hans Stacey / Detler Ruf / Bernard der Kinderen                |
| Iveco Trakker   | Team de Rooy                | 516    | Pep Vila / Peter van Eerd / Xavi Colome                        |
| Iveco Trakker   | Team de Rooy                | 520    | Jo Adua / Ferran Alcayna / Marc Torres                         |
| Tatra 815       | Tatra Buggyra Racing        | 502    | Martin Kolomý / David Kilián / Rene Kilián                     |
| Tatra 815       | Instaforex Loprais Team     | 504    | Aleš Loprais / Serge Bruynkens / Radim Pustejovsky             |
| Tatra 815       | Instaforex Loprais Team     | 519    | Jan Tomanek / Michael Kasparek / Tomas Kasparek                |
| Tatra 815       | Bonver Dakar Project        | 515    | Tomas Vratny / Milan Holan / Jaroslav Miskolci                 |
| Tatra 815       | Bonver Dakar Project        | 536    | Robert Jan Szustkowski / Jaroslav Kazberuk / Filip Skrobanek   |
| Tatra T163      | Bonver Dakar Project        | 542    | Artur Ardavichus / Alexey Nikizhev / Radim Kaplanek            |
| Man TGS 480     | Eurol / Veka Man Rally Team | 505    | Pieter Versluis / Jurgen Damen / Henricus Schuurmans           |
| Man TGS 480     | Eurol / Veka Man Rally Team | 508    | Marcel van Vliet / Marcel Pronk / Artur Klein                  |
| Man TGS 480     | Eurol / Veka Man Rally Team | 510    | Rene Kuipers / Moises Torrallardona / Jan van der Vaet         |
| Man TGS 480     | Eurol / Veka Man Rally Team | 534    | Steven Rotsaert / Dirk Dendooven / Petrus Bell                 |
| Man TGS 480     | Eurol / Veka Man Rally Team | 543    | Dave Ingels / Benny Raes / Yves Dewulf                         |
| Ginaf X2222     | Mammoet Rallysport          | 509    | Martin van den Brink / Peter Willemsen / Arjan Veenvliet       |
| Ginaf X2222     | Mammoet Rallysport          | 517    | Pascal de Baar / Erwin Lagerweij / Martin Roesink              |
| Ginaf X2222     | Ginaf Rally Service         | 511    | Wuf van Ginkel / Hugo Kupper / Bert van Donkelaar              |
| Ginaf X2222     | Ginaf Rally Service         | 514    | Jos Smink / Peter Nieuwenburg / Harry Oosting                  |
| Ginaf X2222     | Ginaf Rally Service         | 526    | Jan Lammers / Roelof Blankespoor / Thomas de Bois              |
| Ginaf X2222     | Ginaf Rally Service         | 548    | Jack Brouwers / Jan van de Bor / Gerard van Veenendaal         |
| Ginaf X2222     | Ginaf Rally Service         | 557    | Gerrit van Werven / Ed Wigman / Gerit Zuurmond                 |
| Ginaf X2222     | Ginaf Rally Service         | 559    | Daniel Bruinsma / Sven Vogelaar / Rintje Ritsma                |
| Daf CF          | XDakar                      | 512    | Frits van Eerd / Charly Gotlib / Peter Vervoort                |
| Daf CF          | XDakar                      | 522    | Eimbert Timmermans / Eric Verhagen / Nick Verhoeven            |
| Daf CF          | XDakar                      | 528    | Paul Verheyden / Anton van Limpt / Kurt Keysers                |
| Daf CF          | Team Schoones Dakar         | 535    | Aart Schoones / Gert-Jan Schoones / Enrico van der Donk        |
| Daf CF          | Team Schoones Dakar         | 540    | Maurik van den Heuvel / Jack Derks / Andre van den Wijngaard   |
| Daf CF          | Team Schoones Dakar         | 563    | Ton van Genugten / Egbert Wingens / Carlo Reijs                |
| Liaz 111.154    | KM Racing Team              | 513    | Jaroslav Valtr / Josef Kalina / Jakub First                    |
| Liaz 111.154    | KM Racing Team              | 525    | Vlastimil Vildman / Martin Macik / Michal Mrkva                |
| Hino 500 Series | Hino Team Sugawara          | 518    | Teruhito Sugawara / Hiroyuki Sugiura                           |
| Hino 500 Series | Hino Team Sugawara          | 532    | Yoshimasa Sugawara / Katsumi Hamura                            |
| Maz 5309 RR     | Maz - Sportauto             | 521    | Aleksandr Vasilevski / Valery Kazlouski / Anton Zaparoshchanka |
| Maz 5309 RR     | Maz - Sportauto             | 529    | Siarhei Viazovich / Aliaksei Neviarovich / Pavel Haranin       |
| Maz 5309 RR     | Maz - Sportauto             | 561    | Aliaksandr Palishchuk / Andrei Zhyhulin / Dzmitry Vikhrenka    |

## Étapes
Ne sont indiquées que les distances des spéciales chronométrées.
| #  | Date       | Départ                          | Arrivée                         | Moto                     | Quad                     | Auto                     | Camion                   |                          |
| -- | ---------- | ------------------------------- | ------------------------------- | ------------------------ | ------------------------ | ------------------------ | ------------------------ | ------------------------ |
| 1  | 5 janvier  | Rosario                         | San Luis (Potrero de los Funes) | 180 km                   | 180 km                   | 180 km                   | 180 km                   |                          |
| 2  | 6 janvier  | San Luis (Potrero de los Funes) | San Rafael                      | 359 km                   | 359 km                   | 433 km                   | 400 km                   |                          |
| 3  | 7 janvier  | San Rafael                      | San Juan                        | 373 km                   | 373 km                   | 301 km                   | 301 km                   |                          |
| 4  | 8 janvier  | San Juan                        | Chilecito                       | 353 km                   | 353 km                   | 657 km                   | 657 km                   |                          |
| 5  | 9 janvier  | Chilecito                       | San Miguel de Tucumán           | 527 km                   | 527 km                   | 527 km                   | 527 km                   |                          |
| 6  | 10 janvier | San Miguel de Tucumán           | Salta                           | 400 km                   | 400 km                   | 424 km                   | 156 km                   |                          |
|    | 11 janvier | Journée de repos à Salta        | Journée de repos à Salta        | Journée de repos à Salta | Journée de repos à Salta | Journée de repos à Salta | Journée de repos à Salta | Journée de repos à Salta |
| 7  | 12 janvier | Salta                           | Salta - Uyuni                   | 409 km                   | 409 km                   | 533 km                   | 525 km                   |                          |
| 8  | 13 janvier | Salta - Uyuni                   | Calama                          | 462 km                   | 462 km                   | 302 km                   | 302 km                   |                          |
| 9  | 14 janvier | Calama                          | Iquique                         | 422 km                   | 422 km                   | 422 km                   | 422 km                   |                          |
| 10 | 15 janvier | Iquique                         | Antofagasta                     | 631 km                   | 631 km                   | 631 km                   | 631 km                   |                          |
| 11 | 16 janvier | Antofagasta                     | El Salvador                     | 605 km                   | 605 km                   | 605 km                   | 605 km                   |                          |
| 12 | 17 janvier | El Salvador                     | La Serena                       | 350 km                   | 350 km                   | 350 km                   | 350 km                   |                          |
| 13 | 18 janvier | La Serena                       | Valparaíso                      | 157 km                   | 157 km                   | 157 km                   | 157 km                   |                          |

## Vainqueurs d'étapes
| #  | Date       | Départ                          | Arrivée                         | Moto                     | Auto                     | Camion                   | Quad                     |                          |
| -- | ---------- | ------------------------------- | ------------------------------- | ------------------------ | ------------------------ | ------------------------ | ------------------------ | ------------------------ |
| 1  | 5 janvier  | Rosario                         | San Luis (Potrero de los Funes) | Joan Barreda Bort        | Carlos Sousa             | Ayrat Mardeev            | Ignacio Casale           |                          |
| 2  | 6 janvier  | San Luis (Potrero de los Funes) | San Rafael                      | Sam Sunderland           | Stéphane Peterhansel     | Gerard de Rooy           | Marcos Patronelli        |                          |
| 3  | 7 janvier  | San Rafael                      | San Juan                        | Joan Barreda Bort        | Nani Roma                | Andrey Karginov          | Rafał Sonik              |                          |
| 4  | 8 janvier  | San Juan                        | Chilecito                       | Juan Pedrero             | Carlos Sainz             | Gerard de Rooy           | Sebastian Husseini       |                          |
| 5  | 9 janvier  | Chilecito                       | San Miguel de Tucumán           | Marc Coma                | Nani Roma                | Dmitry Sotnikov          | Sergio Lafuente          |                          |
| 6  | 10 janvier | San Miguel de Tucumán           | Salta                           | Alain Duclos             | Stéphane Peterhansel     | Pieter Versluis          | Ignacio Casale           |                          |
|    | 11 janvier | Journée de repos à Salta        | Journée de repos à Salta        | Journée de repos à Salta | Journée de repos à Salta | Journée de repos à Salta | Journée de repos à Salta | Journée de repos à Salta |
| 7  | 12 janvier | Salta                           | Salta - Uyuni                   | Joan Barreda Bort        | Carlos Sainz             | Eduard Nikolaev          | Ignacio Casale           |                          |
| 8  | 13 janvier | Salta - Uyuni                   | Calama                          | Cyril Despres            | Nasser Al-Attiyah        | Andrey Karginov          | Ignacio Casale           |                          |
| 9  | 14 janvier | Calama                          | Iquique                         | Marc Coma                | Stéphane Peterhansel     | Andrey Karginov          | Sebastian Husseini       |                          |
| 10 | 15 janvier | Iquique                         | Antofagasta                     | Joan Barreda Bort        | Nasser Al-Attiyah        | Ales Loprais             | Sergey Karyakin          |                          |
| 11 | 16 janvier | Antofagasta                     | El Salvador                     | Cyril Despres            | Orlando Terranova        | Andrey Karginov          | Ignacio Casale           |                          |
| 12 | 17 janvier | El Salvador                     | La Serena                       | Cyril Despres            | Stéphane Peterhansel     | Gerard de Rooy           | Ignacio Casale           |                          |
| 13 | 18 janvier | La Serena                       | Valparaíso                      | Joan Barreda Bort        | Giniel de Villiers       | Ales Loprais             | Ignacio Casale           |                          |

## Classements finaux

### Motos
| Pos. | No | Pilote           | Moto   | Écurie                          | Temps            | Écart             |
| ---- | -- | ---------------- | ------ | ------------------------------- | ---------------- | ----------------- |
| 1    | 2  | Marc Coma        | KTM    | KTM Red Bull Rally Factory Team | 54 h 50 min 03 s | —                 |
| 2    | 4  | Jordi Viladoms   | KTM    | KTM Red Bull Rally Factory Team | 56 h 43 min 29 s | +1 h 52 min 27 s  |
| 3    | 6  | Olivier Pain     | Yamaha | Yamaha Factory Racing           | 56 h 50 min 56 s | +2 h 00 min 03 s  |
| 4    | 1  | Cyril Despres    | Yamaha | Yamaha Factory Racing           | 56 h 56 min 31 s | +2 h 05 min 03 s  |
| 5    | 7  | Hélder Rodrigues | Honda  | HRC Rally                       | 57 h 02 min 02 s | +2 h 11 min 09 s  |
| 6    | 15 | Jakub Przygoński | KTM    | Orlen KTM Rally Factory Team    | 57 h 22 min 39 s | +2 h 31 min 46 s  |
| 7    | 3  | Joan Barreda     | Honda  | HRC Rally                       | 57 h 44 min 54 s | +2 h 54 min 01 s  |
| 8    | 26 | Daniel Gouet     | Honda  | Tamarugal XC Rally Team         | 58 h 01 min 27 s | +3 h 10 min 34 s  |
| 9    | 19 | Štefan Svitko    | KTM    | Oraving Slovnaft Team           | 58 h 41 min 03 s | +3 h 50 m in 10 s |
| 10   | 9  | David Casteu     | KTM    | Team Casteu                     | 58 h 49 min 02 s | +3 h 58 min 09 s  |

### Autos
| Pos. | No  | Pilote               | Copilote            | Auto   | Écurie                     | Temps            | Écart            |
| ---- | --- | -------------------- | ------------------- | ------ | -------------------------- | ---------------- | ---------------- |
| 1    | 304 | Nani Roma            | Michel Périn        | Mini   | Monster Energy X-Raid Team | 50 h 44 min 58 s | —                |
| 2    | 300 | Stéphane Peterhansel | Jean-Paul Cottret   | Mini   | Monster Energy X-Raid Team | 50 h 50 min 36 s | +5 min 38 s      |
| 3    | 302 | Nasser Al-Attiyah    | Lucas Cruz          | Mini   | Q X-Raid Team              | 51 h 41 min 50 s | +56 min 52 s     |
| 4    | 302 | Giniel de Villiers   | Dirk Von Zitzewitz  | Toyota | Imperial Toyota            | 52 h 04 min 05 s | +1 h 19 min 07 s |
| 5    | 307 | Orlando Terranova    | Paulo Fiúza         | Mini   | Monster Energy X-Raid Team | 52 h 12 min 42 s | +1 h 27 min 44 s |
| 6    | 309 | Krzysztof Holowczyc  | Konstantin Zhiltsov | Mini   | Monster Energy X-Raid Team | 54 h 40 min 40 s | +3 h 55 min 42 s |
| 7    | 328 | Marek Dąbrowski      | Jacek Czachor       | Toyota | Orlen Team                 | 56 h 19 min 23 s | +5 h 34 min 25 s |
| 8    | 315 | Christian Lavieille  | Jean-Pierre Garcin  | Haval  | Haval Rally Team           | 56 h 20 min 48 s | +5 h 35 min 50 s |
| 9    | 332 | Martin Kaczmarski    | Filipe Palmeiro     | Mini   | Lotto X-Raid Team          | 57 h 43 min 10 s | +6 h 58 min 10 s |
| 10   | 314 | Vladimir Vasilyev    | Vitaliy Yevtyekhov  | Mini   | X-Raid Team                | 57 h 44 min 32 s | +6 h 59 min 34 s |

### Quads
| Pos. | No  | Pilote             | Quad   | Temps            | Écart             |
| ---- | --- | ------------------ | ------ | ---------------- | ----------------- |
| 1    | 251 | Ignacio Casale     | Yamaha | 68 h 28 min 04 s | —                 |
| 2    | 252 | Rafał Sonik        | Yamaha | 69 h 54 min 53 s | +1 h 26 min 49 s  |
| 3    | 255 | Sebastian Husseini | Honda  | 74 h 08 min 28 s | +5 h 40 min 24 s  |
| 4    | 263 | Mohamed Abu Issa   | Honda  | 78 h 35 min 15 s | +10 h 07 min 11 s |
| 5    | 268 | Víctor Gallegos    | Honda  | 78 h 51 min 45 s | +10 h 23 min 41 s |
| 6    | 276 | Jeremías González  | Yamaha | 80 h 18 min 21 s | +11 h 50 min 17 s |
| 7    | 296 | Sergey Karyakin    | Yamaha | 84 h 08 min 05 s | +15 h 40 min 01 s |
| 8    | 258 | Daniel Mazzucco    | Can-Am | 86 h 15 min 52 s | +17 h 47 min 48 s |
| 9    | 267 | Santiago Hansen    | Yamaha | 86 h 19 min 49 s | +17 h 51 min 45 s |
| 10   | 266 | Daniel Domaszewski | Honda  | 88 h 53 min 17 s | +20 h 25 min 13 s |

### Camions
| Pos. | No  | Pilote           | Copilotes                           | Camion | Temps            | Écart            |
| ---- | --- | ---------------- | ----------------------------------- | ------ | ---------------- | ---------------- |
| 1    | 506 | Andrey Karginov  | Andrey Mokeev Igor Devyatkin        | Kamaz  | 55 h 00 min 28 s | —                |
| 2    | 501 | Gérard de Rooy   | Tom Colsoul Darek Rodewald          | Iveco  | 55 h 03 min 39 s | +3 min 11 s      |
| 3    | 500 | Eduard Nikolaev  | Sergey Savostin Vladimir Rybakov    | Kamaz  | 56 h 35 min 20 s | +1 h 34 min 52 s |
| 4    | 549 | Dmitry Sotnikov  | Vyatcheslav Mizyukaev Andrey Aferin | Kamaz  | 58 h 22 min 38 s | +3 h 22 min 10 s |
| 5    | 545 | Anton Shibalov   | Robert Amatych Almaz Khisamiev      | Kamaz  | 59 h 37 min 53 s | +4 h 37 min 25 s |
| 6    | 504 | Aleš Loprais     | Serge Bruynkens Radim Pustějovský   | Tatra  | 60 h 04 min 29 s | +5 h 04 min 01 s |
| 7    | 507 | Hans Stacey      | Detlef Ruf Bernard der Kinderen     | Iveco  | 60 h 15 min 25 s | +5 h 14 min 57 s |
| 8    | 510 | René Kuipers     | Moi Torrallardona Jan van der Vaet  | MAN    | 61 h 31 min 36 s | +6 h 31 min 08 s |
| 9    | 508 | Marcel van Vliet | Marcel Pronk Artur Klein            | MAN    | 62 h 07 min 21 s | +7 h 06 min 53 s |
| 10   | 534 | Pep Vila         | Peter van Eerd Xavi Colome          | Iveco  | 62 h 54 min 03 s | +7 h 53 min 35 s |

## Accidents
Le 10 janvier 2014 à 8h30, alors que l'équipage du camion balai se portait sur la position du motard 122 afin de le récupérer, au km 143 de la spéciale de la 5e étape entre Chilecito et San Miguel de Tucuman, il découvre le corps sans vie d'Eric Palante, pilote belge de la moto numéro 122. Les organisateurs précisent alors qu'aucune alerte ne leur était parvenue et qu'Eric Palante avait été ravitaillé en eau dans l'après-midi. C'est le 23e concurrent à trouver la mort en 36 éditions du Dakar.